# Halls Gap
Halls Gap (281 habitants) est un village de l'État de Victoria, en Australie. Situé le long de la Grampians Road dans le parc national des Grampians, à 256 km à l'ouest de Melbourne, dans le comté des Grampians Nord. Le village vit essentiellement du tourisme.
On trouve un zoo (Halls Gap Zoo) à 7 km du village.